# La Granja Park
La Granja Park är en park i Spanien.   Den ligger i provinsen Provincia de Zaragoza och regionen Aragonien, i den nordöstra delen av landet, 270 km nordost om huvudstaden Madrid. La Granja Park ligger 203 meter över havet.
Terrängen runt La Granja Park är huvudsakligen platt, men söderut är den kuperad. Runt La Granja Park är det tätbefolkat, med 550 invånare per kvadratkilometer. Närmaste större samhälle är Zaragoza, 2,3 km norr om La Granja Park. Omgivningarna runt La Granja Park är i huvudsak ett öppet busklandskap.